# David Heyman
David Jonathan Heyman (London, 1961. július 26. –) BAFTA-díjas brit filmproducer.

## Családja és tanulmányai
Londonban született. Szülei, John és Norma Heyman szintén producerek. Tanulmányait az Egyesült Államokban végezte; művészettörténetből diplomázott a Harvard Egyetemen 1983-ban.

## Karrierje
Produkciós asszisztensként kezdte pályáját a filmiparban, mielőtt elkészítette első saját filmjét, a Hosszú lét 1992-ben. Öt évvel később, 1997-ben visszatért szülőhazájába, és megalapította saját cégét, a Heyday Filmst. A vállalat kétségtelenül legnagyobb sikere a Harry Potter-sorozat. 2007-ben a téli moziszezon legnagyobb sikerét felügyelte másokkal, köztük Akiva Goldsmannal közösen; a Will Smith főszereplésével készült Legenda vagyok bevételi rekordokat is megdöntött.
2005-ben Heyman a televízióban is kipróbálta magát, a CBS rövid életű A küszöb című sorozatának producere volt. 2007-ben az Entertainment Weekly 9. helyre sorolta az „50 legokosabb ember Hollywoodban” elnevezésű listán.

## Filmjei
- 2019 - Házassági történet - producer
- 2014 - Paddington - producer
- 2013 - Gravitáció - producer
- 2011 - Page Eight - producer
- 2011 - Harry Potter és a Halál ereklyéi 2. - producer
- 2010 - Harry Potter és a Halál ereklyéi 1. - producer
- 2008 - A csíkos pizsamás fiú - színész, producer
- 2008 - Az igenember - producer
- 2008 - Van ott valaki? - producer
- 2007 - Harry Potter és a Főnix Rendje - producer
- 2007 - Legenda vagyok - producer
- 2005 - Harry Potter és a Tűz Serlege - producer
- 2004 - Életeken át - ügyvezető producer
- 2004 - Harry Potter és az azkabani fogoly - producer
- 2002 -  Harry Potter és a Titkok Kamrája - producer
- 2001 - Harry Potter és a bölcsek köve - producer
- 1999 - Farkaséhség - producer
- 1996 - A kiruccanók - ügyvezető producer
- 1994 - The Stöned Age - producer
- 1992 - Hosszú lé - producer